# Miguel Olea Enríquez
Miguel Ángel Olea Enríquez (Chihuahua, Chihuahua; 16 de octubre de 1925-México, D.F.; 5 de junio de 1988) fue un político y empresario mexicano, miembro del Partido Revolucionario Institucional (PRI). Fue en dos ocasiones diputado federal.

## Biografía
Realizó sus estudios básicos en Chihuahua, y de 1942 a 1947 estudió en la Escuela Bancaria y Comercial, de donde egresó con el título de Contador Público. Desde 1947 fue miembro del PRI.
Tras terminar sus estudios retornó a la ciudad de Chihuahua, en donde fue gerente del Hotel Hilton de 1952 a 1959, y paralelamente, de 1957 a 1959 fue tesorero y vicepresidente de la Asociación Mexicana de Hoteles y en 1959 presidente de la Cámara de Comercio de Chihuahua.
En 1958 fue postulado candidato del PRI y electo por primera ocasión diputado federal, ejerciendo la representación del Distrito 1 de Chihuahua a la XLIV Legislatura de dicho año a 1961. Al término, de 1962 a 1964 fue director administrativo del Registro Federal de Automóviles. En 1964 el presidente Gustavo Díaz Ordaz lo nombró director general de Cordeleros de México S. A. de C. V. (Cordemex), la empresa paraestatal encargada de industrializar y comercializar el henequén en el estado de Yucatán. Permaneció en el cargo hasta 1971.
De 1972 a 1977 fue director de ventas de grupo Gruma, y de 1977 a 1982 ocupó el cargo de coordinador general de la Comisión Nacional de Precios de la entonces Secretaría de Comercio. Dejó el cargo para ser por segunda vez candidato a diputado federal, siendo elegido por el Distrito 10 de Chihuahua a la LII Legislatura de 1982 a 1985.